# Koń wschodniofryzyjski
Koń wschodniofryzyjski – jedna z ras konia domowego będąca starą rasą niemiecką, spokrewniona z koniem oldenburskim. Jest to ciężki koń gorącokrwisty. 
Hodowlę koni tej rasy wznowiono w 1980 r.
Koń wschodniofryzyjski dawniej był wykorzystywany jako koń roboczy. Gdy rasa nie była już używana w tym celu, udoskonalono ją przy pomocy arabów i koni hanowerskich. W wyniku czego koń zatracił swoje pierwotne cechy.